# Liga Europea femenina de voleibol 2021
La Liga Europea femenina de de voleibol 2021 fue la decimosegunda edición del torneo anual europeo de voleibol. En esta ocasión contó con la participación de 20 selecciones nacionales.

## Selecciones participantes
| Grupo A        | Grupo B         | Grupo C              |
| -------------- | --------------- | -------------------- |
| Azerbaiyán (5) | Bulgaria (8)    | Croacia (9)          |
| España (14)    | Ucrania (13)    | Bielorrusia (11)     |
| Rumanía (15)   | Eslovaquia (15) | Hungría (17)         |
| Francia (20)   | Finlandia (21)  | República Checa (19) |

## Competición

### Fase de grupos

#### Grupo A
| Fecha y Hora        | Partido    | Partido   | Partido    | Sets  | Sets  | Sets  | Sets  | Sets  | Puntuación total | Reporte |
| Fecha y Hora        |            | Resultado |            | 1     | 2     | 3     | 4     | 5     | Puntuación total | Reporte |
| ------------------- | ---------- | --------- | ---------- | ----- | ----- | ----- | ----- | ----- | ---------------- | ------- |
| 28 de mayo, 17:00 h | Rumanía    | 3 – 2     | Francia    | 17-25 | 23-25 | 26-24 | 26-24 | 15-11 | 107 – 109        | Reporte |
| 28 de mayo, 20:00 h | España     | 3 – 0     | Azerbaiyán | 25-22 | 25-22 | 25-12 |       |       | 75 – 56          | Reporte |
| 29 de mayo, 17:00 h | Azerbaiyán | 0 – 3     | Rumanía    | 14-25 | 13-25 | 11-25 |       |       | 38 – 75          | Reporte |
| 29 de mayo, 20:00 h | España     | 3–1       | Francia    | 25-18 | 22-25 | 25-18 | 25-23 |       | 97-84            | Reporte |
| 30 de mayo, 17:00 h | Rumanía    | –         | España     | -     | -     | -     |       |       | –                |         |
| 30 de mayo, 20:00 h | Francia    | –         | Azerbaiyán | -     | -     | -     |       |       | –                |         |
| 4 de junio, 17:00 h | España     | –         | Azerbaiyán | -     | -     | -     |       |       | –                |         |
| 4 de junio, 20:00 h | Rumanía    | –         | Francia    | -     | -     | -     |       |       | –                |         |
| 5 de junio, 17:00 h | Rumanía    | –         | España     | -     | -     | -     |       |       | –                |         |
| 5 de junio, 20:30 h | Francia    | –         | Azerbaiyán | -     | -     | -     |       |       | –                |         |
| 6 de junio, 15:00 h | Azerbaiyán | –         | Rumanía    | -     | -     | -     |       |       | –                |         |
| 6 de junio, 19:00 h | España     | –         | Francia    | -     | -     | -     |       |       | –                |         |

#### Grupo B
| Fecha y Hora        | Partido    | Partido   | Partido    | Sets  | Sets  | Sets  | Sets  | Sets | Puntuación total | Reporte |
| Fecha y Hora        |            | Resultado |            | 1     | 2     | 3     | 4     | 5    | Puntuación total | Reporte |
| ------------------- | ---------- | --------- | ---------- | ----- | ----- | ----- | ----- | ---- | ---------------- | ------- |
| 28 de mayo, 19:00 h | Bulgaria   | 3 – 0     | Eslovaquia | 25-14 | 26-24 | 25-15 |       |      | 76 – 53          | Reporte |
| 29 de mayo, 19:00 h | Eslovaquia | 2 – 3     | Ucrania    | 25-22 | 22-25 | 25-14 | 15-25 | 7-15 | 94 – 101         | Reporte |

#### Grupo C
| Fecha y Hora        | Partido         | Partido   | Partido         | Sets  | Sets  | Sets  | Sets  | Sets  | Puntuación total | Reporte |
| Fecha y Hora        |                 | Resultado |                 | 1     | 2     | 3     | 4     | 5     | Puntuación total | Reporte |
| ------------------- | --------------- | --------- | --------------- | ----- | ----- | ----- | ----- | ----- | ---------------- | ------- |
| 28 de mayo, 17:00 h | Croacia         | 2 – 3     | Hungría         | 26-24 | 20-25 | 31-29 | 21-25 | 11-15 | 109 – 118        | Reporte |
| 29 de mayo, 16:00 h | República Checa | 3 – 1     | Croacia         | 25-13 | 20-25 | 28-26 | 25-22 |       | 98 – 86          | Reporte |
| 29 de mayo, 19:00 h | Hungría         | 1 – 3     | Bielorrusia     | 19-25 | 24-26 | 25-16 | 22-25 |       | 90 – 92          | Reporte |
| 30 de mayo, 16:00 h | Bielorrusia     | –         | Croacia         | -     | -     | -     |       |       | –                |         |
| 30 de mayo, 19:00 h | Hungría         | –         | República Checa | -     | -     | -     |       |       | –                |         |
| 31 de mayo, 17:00 h | Bielorrusia     | –         | República Checa | -     | -     | -     |       |       | –                |         |
| 2 de junio, 16:00 h | Bielorrusia     | –         | Croacia         | -     | -     | -     |       |       | –                |         |
| 2 de junio, 19:00 h | Hungría         | –         | República Checa | -     | -     | -     |       |       | –                |         |
| 3 de junio, 16:00 h | Hungría         | –         | Bielorrusia     | -     | -     | -     |       |       | –                |         |
| 3 de junio, 19:00 h | República Checa | –         | Croacia         | -     | -     | -     |       |       | –                |         |
| 4 de junio, 17:00 h | Croacia         | –         | Hungría         | -     | -     | -     |       |       | –                |         |
| 4 de junio, 20:00 h | Bielorrusia     | –         | República Checa | -     | -     | -     |       |       | –                |         |